# تک‌قطبی مغناطیسی

شکستن یک آهنربای میله‌ای به دو تک قطبی مغناطیسی غیرممکن است. یک تک قطبی مغناطیسی را نمی‌توان از مواد معمولی مثل اتم و الکترون ساخت، برای ساختن آن نیاز به یک ذره بنیادی جدید است.

برخلاف بار الکتریکی، بارهای مغناطیسی در طبیعت به صورت منفرد یافت نمی‌شوند. به عبارت دیگر  تک قطبی مغناطیسی وجود ندارد. مشابه ذرات باردار الکتریکی که منبع میدان الکتریکی هستند انتظار داریم که اگر تک قطبی مغناطیسی نیز وجود داشته باشد،
میدان مغناطیسی تولید کند. در سال ۱۹۳۱ دیراک وجود چنین ذراتی را پیشنهاد کرد که به طور ذاتی منبع تولید میدان مغناطیسی بوده و آنها را تک قطبی مغناطیسی نام گذاشت. هرچند قبل از وی نیز بحث‌هایی در زمینه تک قطبی مغناطیسی به‌طور پراکنده مطرح بود.